# Marianne Fleischhack
Marianne Fleischhack (geboren als Marianne Holze, * 21. März 1896 in Dessau; † 27. April 1986 in Dresden) war eine deutsche Schriftstellerin und Bibliothekarin.

## Leben

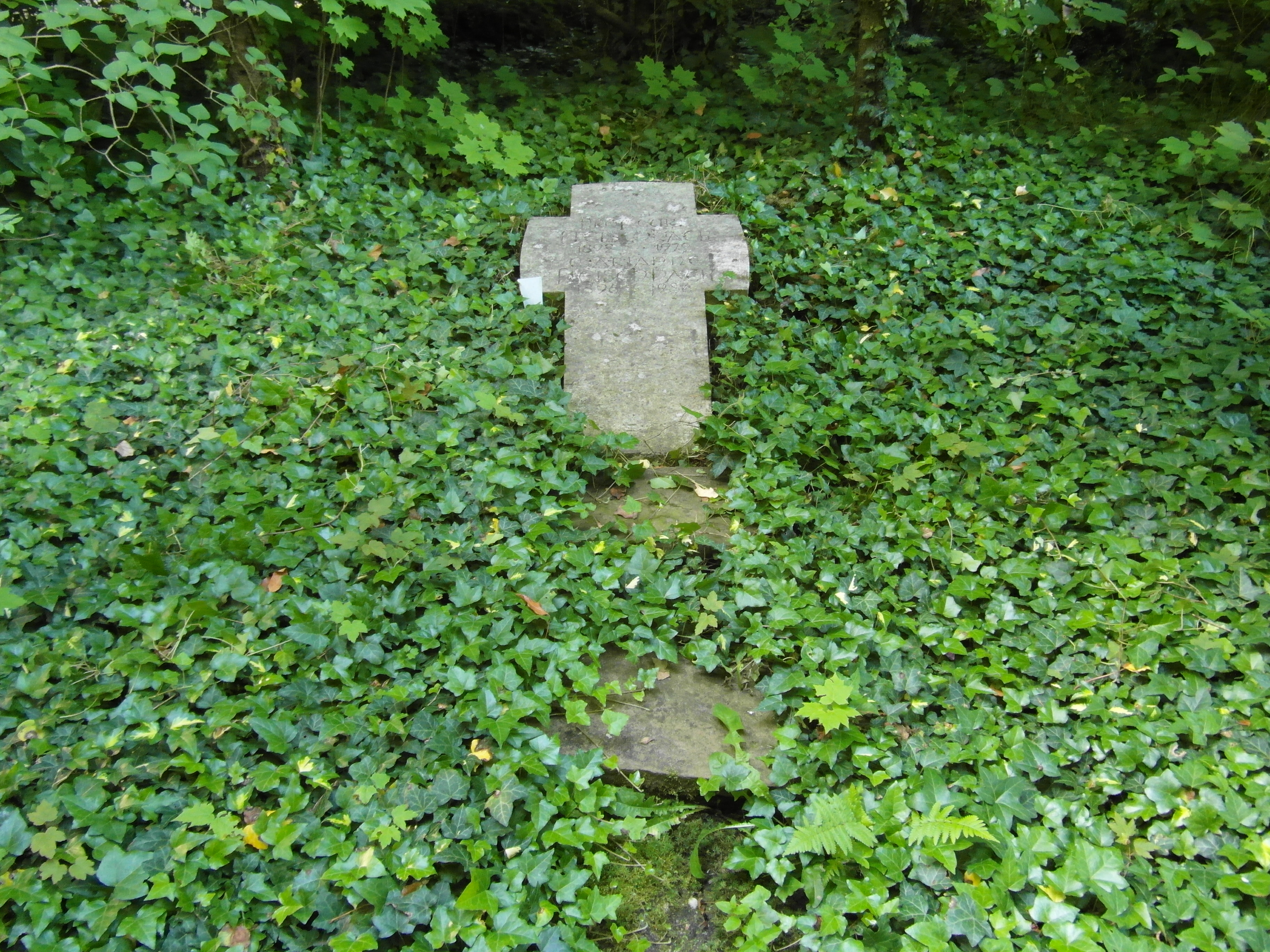
Grabstätte Curt und Marianne Fleischhack auf dem Südfriedhof in Leipzig – Grabstelle im Dezember 2022 aufgelassen

Marianne Fleischhack wurde 1896 in Dessau als Tochter eines Eisenbahnoberinspektors geboren. Sie besuchte in Arnstadt und Gera die Schule und arbeitete während des 1. Weltkriegs als freiwillige Helferin für das Deutsche Rote Kreuz in Leipzig. Hier besuchte sie 1918 und 1919 die Deutsche Bibliothekarschule. Nach erfolgreichem Abschluss wurde sie in der Deutschen Bücherei angestellt, wo sie den Bibliothekar und späteren Leiter Curt Fleischhack kennenlernte, den sie im Jahre 1922 heiratete.
Ihr schriftstellerisches Werk ist vielfältig. Sie verfasste Ratgeberliteratur für Frauen (Das Büchlein der werdenden Mutter, 1925) und, in Auseinandersetzung mit ihrem nach der Eheschließung angenommenen Familiennamen, für fleischlose Ernährung (Fleischlos und nicht teuer, 1932) sowie Kinderbücher (Sternenfensterchen, 1948). Sie gab literarische Anthologien sowie biographische Quellen heraus.
Bekannt wurde Fleischhack jedoch als Verfasserin von Biographien, in denen sie vor allem Frauen porträtierte, die lange Zeit in der öffentlichen Wahrnehmung im Schatten ihrer Männer standen. Sie schrieb, der jeweiligen Nachfrage entsprechend, unter anderem über Barbara Dürer, Therese Krupp, Helene Schweitzer und Coretta Scott-King. Dafür konnte sie sich nicht nur auf die Bestände der Deutschen Bücherei, sondern auch auf umfangreiche eigene Korrespondenz stützen. So gehören zu ihrem Nachlass unter anderem Briefe von Hermann Hesse und Albert Schweitzer. Allein ihre Helene-Schweitzer-Biographie erlebte von 1965 bis 1973 zehn Auflagen, auch einige andere Bücher wurden mehrfach aufgelegt. Sie gehörte zu den wichtigen Autorinnen des Sachbereiches Belletristik der Evangelischen Verlagsanstalt.
Marianne Fleischhack starb 1986 in Dresden, wo sie in der Familie ihres Sohnes, des Pfarrers Fried Fleischhack, ihre letzten Lebensmonate zugebracht hatte. Sie wurde auf dem Leipziger Südfriedhof neben ihrem Mann begraben. Marianne Fleischhack hatte zwei Kinder (geboren 1928 und 1931) und fünf Enkel.

## Werke
- Das Büchlein der werdenden Mutter. E. Salzer, Heilbronn 1925.
- Fleischlos ist nicht teuer. Billige gesunde Kost im ganzen Jahr, Dyk, Leipzig 1932.
- Deutsche Mütter (unter anderem über Therese Krupp), Sporn, Zeulenroda 1941.
- Barbara Dürer: Die Mutter. Sporn, Zeulenroda 1943.
- Sternfensterchen: Ein Märchen. Florestan Verl., Gummersbach 1948.
- Sonnenstrählchen auf dem Weg in's Kinderherz. Bauer, Stuttgart 1948.
- Helene Schweitzer: Stationen ihres Lebens. Berlin: Evangelische Verlagsanstalt, 1965.
- Sein Bauermädchen: Lebensbild der Ehegefährtin von Matthias Claudius. Evangelische Verlagsanstalt, Berlin 1966.
- Ich suche eine Tür ins Leben. Drei Lebensbilder. (Über Caroline Herder, Henriette Feuerbach und Clara Schumann.) Berlin : Evangelische Verlagsanstalt, 1968.
- mit willen dein eigen: Braut- und Ehebriefe aus zwei Jahrhunderten. Evangelische Verlagsanstalt, Berlin 1971.
- Erfüllte Leben: Sechs Lebensbilder. (Über Karl Thylmann, Clara Ragaz-Nadig, Katalin Gerő, Selma Lagerlöf, Caspar René Gregory und Caroline Perthes.) Evangelische Verlagsanstalt, Berlin 1971 sowie Christliche Verlagsanstalt, Konstanz 1972.
- Frauen als Partner. Drei Lebensbilder: Coretta King, Haruko Kagawa, Caroline von Humboldt. Evangelische Verlagsanstalt, Berlin 1976.
- Elizabeth Fry: Botschafterin der Barmherzigkeit. Evangelische Verlagsanstalt, Berlin 1980.